# Бермудская фондовая биржа
Бермудская фондовая биржа (Bermuda Stock Exchange или сокращённо BSE) — крупнейшая международная офшорная электронная биржа, расположенная в городе Гамильтоне. Осуществляет торги акциями, однако основной статьёй доходов является управление оборотом совместных фондов. Была создана в 1971 году в качестве внутренней торговой площадки, но постепенно приобрела международный статус. В 1992 году снова перешла на коммерческую основу.
- Объем торгов: $69,8 млрд (2005 г.);
- Листинг: 56 компаний (2006 г.);
- Капитализация: $2.125 млрд (2005 г.);
- Основной индекс: BSX index — включает в себя акции 20 крупнейших компаний на бирже.

Привлекательность биржи заключается в том, что, являясь всемирно признанной торговой площадкой, она не связана соответствующими правилами ЕС и США, что делает её более гибкой.